# Liste der Kulturgüter in Morschach
Die Liste der Kulturgüter in Morschach enthält alle Objekte in der Gemeinde Morschach im Kanton Schwyz, die gemäss der Haager Konvention zum Schutz von Kulturgut bei bewaffneten Konflikten, dem Bundesgesetz vom 20. Juni 2014 über den Schutz der Kulturgüter bei bewaffneten Konflikten sowie der Verordnung vom 29. Oktober 2014 über den Schutz der Kulturgüter bei bewaffneten Konflikten unter Schutz stehen.
Objekte der Kategorien A und B sind vollständig in der Liste enthalten, Objekte der Kategorie C fehlen zurzeit (Stand: 1. Januar 2023). Unter übrige Baudenkmäler sind zusätzliche Objekte zu finden, die gemäss Angaben des kantonalen Denkmalschutzes als geschützte Denkmäler eingestuft wurden und nicht bereits in der Liste der Kulturgüter enthalten sind.

## Kulturgüter
| Foto |                                                                       | Objekt                                     | Kat. | Typ | Standort                            | Beschreibung |
| ---- | --------------------------------------------------------------------- | ------------------------------------------ | ---- | --- | ----------------------------------- | ------------ |
| ja   | Datei hochladen · Wikidata zu Haus Silbergasse (Q29525515)            | Haus KGS-Nr.: 11627                        | A    | G   | Silbergasse 19 690063 / 204212      |              |
| ja   | Datei hochladen · Wikidata zu Haus Tannen (Q29525524)                 | Haus Tannen KGS-Nr.: 11628                 | A    | G   | Tannen 3 689924 / 201869            |              |
| ja   | Datei hochladen · Wikidata zu Haus Tannen (Sträbismattli) (Q29525532) | Haus Tannen (Sträbismattli) KGS-Nr.: 11629 | A    | G   | Tannen 5 689944 / 201853            |              |
| ja   | Datei hochladen · Wikidata zu Kapelle Franz-Xaverius (Q29881762)      | Kapelle Franz-Xaverius KGS-Nr.: 04830      | B    | G   | St. Franziskus 3 689756 / 203332    |              |
| ja   | Datei hochladen · Wikidata zu Beinhaus St. Gallus (Q29881760)         | Beinhaus KGS-Nr.: 10197                    | B    | G   | Schiltistrasse 3a.1 689879 / 204049 |              |
| ja   | Datei hochladen · Wikidata zu Pfarrkirche St. Gallus (Q29881766)      | Pfarrkirche St. Gallus KGS-Nr.: 10198      | B    | G   | Schiltistrasse 3a 689880 / 204062   |              |
| ja   | Datei hochladen · Wikidata zu Pfarrhaus (Q29881764)                   | Pfarrhaus KGS-Nr.: 10199                   | B    | G   | Schiltistrasse 1 689796 / 204054    |              |

## Übrige Baudenkmäler
| ID     | Foto |                 | Objekt               | Typ | Standort                                         | Beschreibung |
| ------ | ---- | --------------- | -------------------- | --- | ------------------------------------------------ | ------------ |
| 12.002 | BW   | Datei hochladen | Kapelle St. Nikolaus | G   | Sisikon, Riemenstaldenstrasse 30 691364 / 200598 |              |
| 12.004 | ja   | Datei hochladen | Marienkapelle        | G   | Pallottinerweg 2 689545 / 203364                 |              |
| 12.008 | ja   | Datei hochladen | Haus Hof             | G   | Wilgis 1 690336 / 204720                         |              |

Legende: Siehe Legende der Liste der Kulturgüter von nationaler und regionaler Bedeutung. Anstelle der KGS-Nummer wird als Objekt-Identifikator (ID) die Nummer im Kantonalen Schutzinventar (KSI) verwendet.